# Спийдметъл
Спийдметълът е поджанрова разновидност на хевиметъла, който се родил през ранните осемдесетте на XX век и е пряк музикален предшественик на трашметъла. Когато за първи път спийдметълът се оформя като жанр, той увеличава темпото, което било използвано дотогава от групи като „Джудас Прийст“, „Блек Сабат“ и „Дийп Пърпъл“, като оставил мелодиката на същото ниво, на което било използвано от тези споменати групи. Много елементи в спийдметъла произхождат от музиката на така наречените британски „Нова вълна в британския хевиметъл“ групи като ги слива със стиловите достижения на пънк рока от седемдесетте години на XX век.

## Списък със спийд метъл групи
- Sonata Arctica
- Helloween
- Stratovarius
- Motorhead
- Круиз
- Accept
- Gamma Ray
- Judas Priest
- Megadeth